# 3196 Maklaj
3196 Maklaj este un asteroid din centura principală, descoperit pe 1 septembrie 1978 de Nikolai Cernîh.